# イオンタウン豊中庄内
イオンタウン豊中庄内（イオンタウンとよなかしょうない）は、イオンタウンが日本の大阪府豊中市で運営するショッピングセンター。2022年12月2日開業。

## 概要
2020年12月に大阪府道152号庄本牛立線の拡張による移転のため閉鎖された阪急バス本社（市内の岡上の町へ移転）および豊中営業所（大阪市淀川区の大阪営業所へ移転）の跡地に建設され、2022年12月2日に開業した。豊中市内へのイオンタウン出店は2006年開業のイオンタウン豊中緑丘（旧イオン豊中緑丘ショッピングセンター）に次ぎ2店目となるが、庄内はイオングループの源流となった1社のシロが1961年に1号店を出した場所であり、合併後の「ジャスコシロ庄内店」が1971年に閉店してから51年ぶりに源流企業の1社が創業した地への再進出となる。
中核店舗はイオンフードスタイル豊中庄内店（運営はダイエー）で、日本有数のスーパーマーケット激戦地ということもあり「ワンストップショッピングセンター」、並びに「ヘルス&ウェルネス」を運営コンセプトに掲げて食料品や薬品を中心とした品揃えで競合店との差別化を図るとしている。

## 主な店舗
- イオンフードスタイル豊中庄内店
- ウエルシア薬局
- Q・B HOUSE
- メガネスーパー
- スタジオアリス

### 飲食店
- 魚べい
- ダイリキ
- バーガーキング
- びっくりドンキー

## アクセス
阪急宝塚本線庄内駅より南へ徒歩10分。
阪急バス（吹田営業所管内）は阪急豊中駅・新大阪（50系統）もしくはJR吹田（24系統）で「日出町」停留所下車。
周辺のイオングループの店舗
- グルメシティ庄内店 - 北へ約600mの庄内駅西側に所在。1964年にダイエー庄内店として開店し、イオンの源流企業であったシロ庄内店と競合していた。

庄内は他に豊中駅前を発祥地とするライフや阪急阪神東宝グループ（エイチ・ツー・オー リテイリング）傘下入りしたイズミヤが出店しており、全国有数のスーパーマーケット激戦地となっている。
- イオンタウン豊中緑丘 - 北へ約7.5km。同じ豊中市内だが北部の千里中央から箕面市南部を主な商圏とする。
- イオンモール伊丹 - 北西へ約6km。JR伊丹駅とペデストリアンデッキで接続されている。